# Gente allegra
Gente allegra (Tortilla Flat) è un film del 1942 diretto da Victor Fleming. È l'adattamento cinematografico del romanzo Pian della Tortilla di John Steinbeck. Il finale del film non rispecchia quello del romanzo nel quale Danny, uno dei protagonisti, muore cadendo in un burrone.

## Trama
Nel periodo della Grande depressione in America, alcuni emigrati spagnoli vivono tranquillamente in una cittadina dello stato della California, appena fuori dalla vecchia città portuale di Monterey, accontentandosi del poco che hanno e soprattutto di un goccio di vino. Uno di loro, Danny, riceve inaspettatamente in eredità due case e le loro vite cambiano drasticamente. Il ragazzo va ad abitare in una di esse, e ospita i suoi amici, tra cui lo scaltro e ozioso ubriacone Pilon, nell'altra.
Danny conosce Dolores, una bella ragazza che lavora nella fabbrica di inscatolamento del pesce e che sogna una vita migliore. Costei diffida del giovane, giudicandolo un perdigiorno, e disapprova le sue frequentazioni. Lo stesso Pilon non approva che il suo amico abbia a che fare con la donna. Egli teme inoltre che il loro tran tran quotidiano fatto di sbornie e ozio possa risentire dell'improvvisa "ricchezza" di Danny.
Nel frattempo una delle due case va a fuoco e la compagnia si ritrova, non senza screzi via via crescenti sotto lo stesso unico tetto, quello di Danny, il quale decide di trovare lavoro per conquistare Dolores. Pilon invece progetta di derubare un vecchio, conosciuto come "Il Pirata", che forse sta mettendo soldi da parte vendendo legna.
La grande ingenuità del vecchio e il motivo per il quale sta risparmiando (acquistare per la chiesa un candelabro in onore di San Francesco che a suo dire avrebbe miracolosamente salvato uno dei suoi cani) fanno recedere Pilon dal suo piano, mentre Danny, infuriato per un malinteso con Dolores creato da un aspirapolvere si ubriaca e, mentre è fuori di se, rimane vittima di un incidente nella fabbrica del pesce che rischia di metterlo in pericolo di vita.
Pilon capisce i propri errori e prega per l'amico ai piedi del candelabro donato dal Pirata alla chiesa. Danny si ristabilisce e si fidanza con Dolores, con la promessa di diventare un pescatore, ora che Pilon ha raccolto i soldi per comprargli una barca.

## Produzione
La Paramount acquisì inizialmente i diritti del romanzo di Steinbeck nel 1935, poi passati alla MGM nel '40. Per la parte di Dolores “Sweets” Ramirez lo studio trattò per il prestito di Rita Hayworth dalla Columbia Pictures, inutilmente. Per il ruolo di Danny furono considerati Anthony Quinn, fortemente cercato dallo studio, e Desi Arnaz. Fu scelto infine John Garfield, allora sotto contratto con la Warner Bros. Alcuni esterni furono girati realmente a Monterey, in California. Le riprese si svolsero dal 23 novembre del 1941 al 12 febbraio del 1942, con una pausa significativa conseguente all'attacco giapponese a Pearl Harbor del 7 dicembre 1941. Il budget del film fu di 1.200.000 dollari. Mario Castelnuovo-Tedesco contribuì alla colonna sonora con almeno cinque partiture non specificate dalla produzione. Durante le riprese Spencer Tracy, che ancora frequentava Myrna Loy, ebbe difficoltà dovute alla sua dipendenza dall'alcol e nella sua autobiografia confessò la sua scarsa empatia con il ruolo di Pilon. Hedy Lamarr al contrario, qui alla terza e ultima collaborazione con Tracy, ricordò con affetto nelle sue memorie il ruolo di Dolores, giudicandolo come uno dei suoi migliori.

## Distribuzione
Il film esordi negli Stati Uniti il 21 maggio 1942. Secondo gli archivi della MGM incassò complessivamente 2.611.000 dollari, per un profitto di 542.000.

### Data di uscita
Il film venne distribuito in varie nazioni, fra cui:
- Stati Uniti d'America, Tortilla Flat 21 maggio 1942
- Svezia, Dagdrivarbandet 6 dicembre 1943
- Finlandia, Tyhjäntoimittajien kerho  29 ottobre 1944
- Italia, Gente allegra 1946
- Francia, Tortilla flat 22 gennaio 1947

### Accoglienza
Secondo il Morandini "...Risulta gustoso alla visione come un musical senza musica".
Bosley Crowther del New York Times definì il film "...un vero idillio, pieno di umorismo onesto e di compassione"".
Frank Morgan per il ruolo de "Il Pirata" ricevette la nomination al Premio Oscar nel 1943 come attore non protagonista.